# Bão Phailin
Bão xoáy cực kỳ dữ dội Phailin (tiếng Thái: có nghĩa là "saphir")  là cơn bão nhiệt đới dữ dội nhất để đổ bộ vào Ấn Độ kể từ cơn bão Odisha năm 1999. Hệ thống này lần đầu tiên được ghi nhận là áp thấp nhiệt đới vào ngày 4 tháng 10 năm 2013 trong Vịnh Thái Lan, ở phía tây Phnom Penh của Campuchia. Trong vài ngày tiếp theo, nó di chuyển về phía tây trong một khu vực bị gió giật thẳng đứng từ thấp đến trung bình, trước khi đi qua Bán đảo Malay, nó đã di chuyển ra khỏi Lưu vực Tây Thái Bình Dương vào ngày 6 tháng 10. Nó xuất hiện ở biển Andaman vào ngày hôm sau và di chuyển theo hướng tây tây bắc vào môi trường cải thiện để phát triển hơn nữa trước khi hệ thống được đặt tên là Phailin vào ngày 9 tháng 10, sau khi nó phát triển thành một cơn bão lốc xoáy và đi qua Quần đảo Andaman và Nicobar Vịnh Bengal.
Trong ngày hôm sau, Phailin đã tăng cường nhanh chóng và trở thành một cơn bão rất dữ dội vào ngày 10 tháng 10, tương đương với cơn bão cấp 1 trên thang gió bão Saffir-Simpson (SSHWS). Vào ngày 11 tháng 10, hệ thống này đã trở thành tương đương với cơn bão cấp 5 trên SSHWS trước khi nó bắt đầu suy yếu trong ngày tiếp theo khi nó tiếp cận bang Odisha của Ấn Độ. Nó đã hạ cánh vào cuối ngày hôm đó, gần Gopalpur ở bờ biển Odisha, vào khoảng năm 2130   IST (1600   UTC). Phailin sau đó suy yếu trên đất liền (trở thành một cơn bão nhiệt đới loại 1) do các lực ma sát, trước khi nó được ghi nhận lần cuối vào ngày 14 tháng 10, khi nó suy yếu thành một vùng áp thấp.
Các quan chức từ chính quyền bang Odisha nói rằng khoảng 12 triệu người có thể bị ảnh hưởng. Lốc xoáy đã khiến cuộc di tản lớn nhất của Ấn Độ trong 23 năm với hơn 550.000 người di chuyển từ bờ biển ở Odisha và Andhra Pradesh đến những nơi an toàn hơn. Tổng thiệt hại ước tính khoảng 42,4 tỷ rúp từ cơn bão.

## Lịch sử khí tượng
Vào ngày 4 tháng 10, Cơ quan Khí tượng Nhật Bản bắt đầu theo dõi áp thấp nhiệt đới đã phát triển ở Vịnh Thái Lan, cách Thành phố Hồ Chí Minh (Việt Nam) khoảng 400 km (250 mi)  về phía tây. Trong vài ngày tiếp theo, hệ thống di chuyển về phía tây trong một khu vực cắt gió thẳng đứng từ thấp đến trung bình trước khi nó đi qua Bán đảo Malay và di chuyển ra khỏi Lưu vực Tây Thái Bình Dương vào ngày 6 tháng 10. Sau đó, hệ thống đã xuất hiện ở biển Andaman vào ngày hôm sau, trước khi Cục Khí tượng Ấn Độ (IMD) bắt đầu theo dõi hệ thống này khi Áp thấp BOB 04 vào đầu ngày 8 tháng 10  Trong ngày hôm đó, hệ thống di chuyển theo hướng giữa tây bắc và tây-tây bắc vào một môi trường để phát triển hơn trước khi IMD báo cáo rằng hệ thống đã trở thành một vùng trũng sâu vào đầu ngày 9 tháng 10 khi nó tăng cường và củng cố hơn nữa. Trung tâm Cảnh báo Bão Liên Hợp Hoa Kỳ (JTWC) sau đó đã khởi xướng các cố vấn về trầm cảm và chỉ định nó là Bão nhiệt đới 02B, trước khi hệ thống hơi suy yếu, khi nó đi qua Mayabunder ở Quần đảo Andaman và di chuyển vào Vịnh Bengal. Sau khi di chuyển vào Vịnh Bengal, hệ thống nhanh chóng được tổ chức lại khi nó di chuyển dọc theo rìa phía nam của một sườn núi cận nhiệt đới áp suất cao. IMD báo cáo rằng hệ thống đã tăng cường thành một xoáy thuận nhiệt đới và đặt tên là Phailin.

Vòng lặp vệ tinh của Phailin đổ bộ vào bờ biển Odisha, vào ngày 12 tháng 10

Sau khi được đặt tên, Phailin nhanh chóng tăng cường hơn nữa và trở nên tương đương với cơn bão cấp 1 trên thang gió bão Saffir-Simpson (SSHWS) vào đầu ngày 10 tháng 10. Sau khi các dải đối lưu khí quyển đã bao bọc vào trung tâm lưu thông cấp thấp của hệ thống và hình thành một đặc điểm mắt. Cuối ngày hôm đó, IMD báo cáo rằng hệ thống đã trở thành một cơn bão xoáy rất dữ dội, trước khi JTWC báo cáo rằng Phailin đã trở thành tương đương với cơn bão cấp 4 trên SSHWS, sau khi nó đã tăng cường nhanh chóng trong suốt ngày hôm đó. Đầu ngày hôm sau, hệ thống đã trải qua một chu kỳ thay thế mắt và hình thành một ống mắt mới sau đó được củng cố. Sau khi thị lực mới củng cố hệ thống tăng cường hơn một chút, với báo cáo của JTWC rằng hệ thống đã đạt đến cường độ cực đại, với tốc độ gió duy trì trong 1 phút là 260 km/h (160 mph)     làm cho nó tương đương với cơn bão cấp 5 trên SSHWS. Đầu ngày 12 tháng 10, hệ thống bắt đầu suy yếu khi nó trải qua chu kỳ thay thế mắt thứ hai, trước khi mắt Phailin bắt đầu xuống cấp nhanh chóng khi nó di chuyển về phía bờ biển Ấn Độ. Hệ thống này sau đó đã hạ cánh vào cuối ngày hôm đó gần Gopalpur ở Odisha, vào khoảng 22:30   IST (17:00   UTC) như một cơn bão xoáy cực kỳ dữ dội. Sau khi hệ thống hạ cấp, JTWC đã đưa ra lời khuyên cuối cùng về Phailin; vào ngày hôm sau, IMD báo cáo rằng hệ thống đã suy yếu thành một cơn bão lốc xoáy. Vào ngày 14 tháng 10, Phailin suy yếu thành một vùng áp thấp được đánh dấu rõ ràng và IMD đã đưa ra lời khuyên cuối cùng về cơn bão.

## Chuẩn bị và tác động

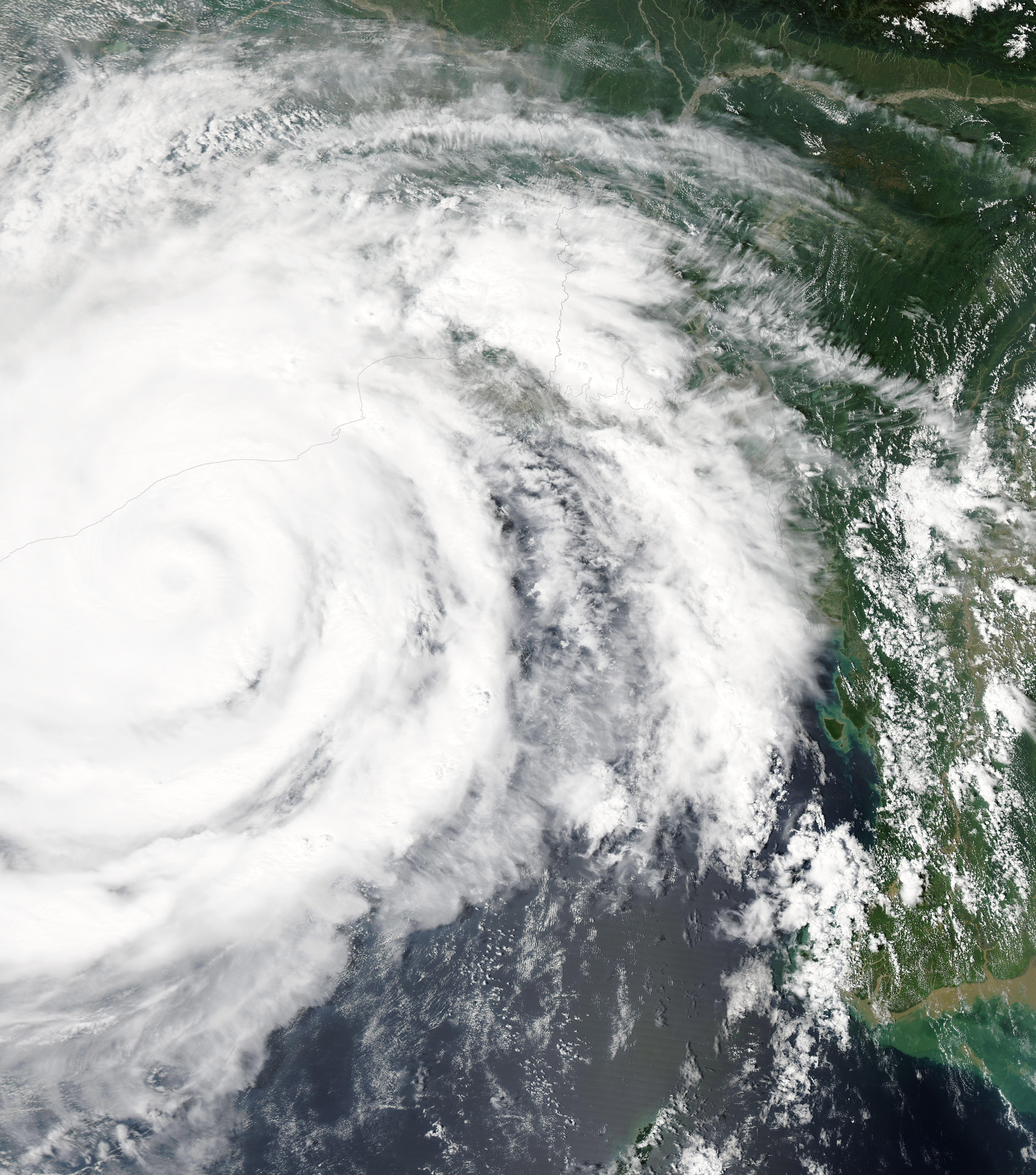
Phailin trong chu kỳ thay thế mắt thứ hai trong khi sắp đổ bộ vào bờ biển các tỉnh, thành phố bờ biển phía đông Ấn Độ vào ngày 12 tháng 10 năm 2013.

### Quần đảo Andaman và Nicobar
Vào ngày 8 tháng 10, IMD đã cảnh báo quần đảo Andaman và Nicobar rằng tốc độ gió mạnh sẽ được ghi lại trên các hòn đảo và các khu vực biển xung quanh trong hai ngày tới. Họ cũng cảnh báo rằng lượng mưa lớn đến rất nặng sẽ xảy ra trên các hòn đảo trong khi một số thiệt hại cho các túp lều tranh, đường dây điện và thông tin liên lạc được dự kiến. Những cảnh báo này được tiếp tục cho đến ngày 11 tháng 10, khi IMD lưu ý rằng không có thời tiết bất lợi nào nữa, sẽ xảy ra trên quần đảo Andaman và Nicobar. Trong các hòn đảo, Tổng cục Dịch vụ Y tế đã mở một Trại Y tế ở Rangat, trong khi Phó Ủy viên, Cảnh sát và Dịch vụ Cứu hỏa đều đảm bảo không có thương vong. Giữa ngày 8 tháng 1010, tổng lượng mưa là 734 mm (28,9 in)     và 434 mm (17,1 in)     đã được ghi lại trong Mayabunder và trên Đảo Dài.

### Andhra Pradesh
Chính phủ Andhra Pradesh và Bộ trưởng đã gặp đại diện của Quân đội và Hải quân tìm kiếm sự hỗ trợ của họ nếu được yêu cầu. Các nhân viên tiện ích đình công chống lại sự phân chia của Andhra Pradesh đã đình công một phần trong mối đe dọa lốc xoáy đối với các quận ven biển. Chính phủ tiểu bang đã ra lệnh sơ tán 64.000 người sống ở vùng thấp.
Các huyện ven biển của bang đã thoát khỏi lực lượng của cơn bão. Tuy nhiên, huyện Srikakulam đã trải qua những cơn mưa lớn và gió giật mạnh làm bật gốc cây cao và cột điện, làm tắt điện các khu vực. Trên khắp tiểu bang, một người đã thiệt mạng và thiệt hại lên tới 500   triệu rúp (8.1 triệu đô-la). Tổng cộng có 134.426 người đã được sơ tán sau cơn bão.

### Odisha

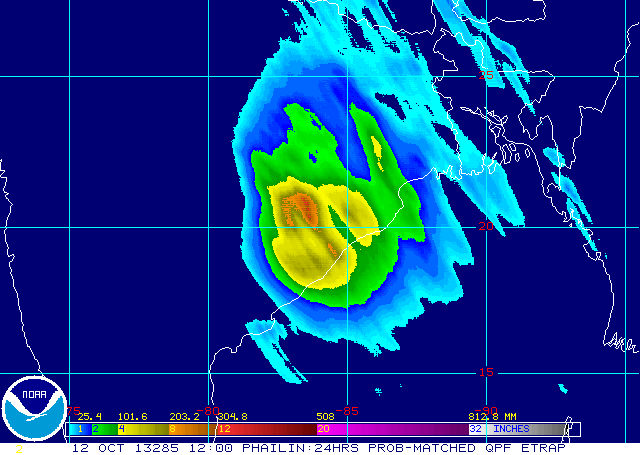
Dự báo lượng mưa 24 giờ của bão Phailin.

Thực phẩm và vật liệu cứu trợ đã được dự trữ tại các nhà tránh bão trên toàn tiểu bang. Tín hiệu cảnh báo bão xa được nâng lên hai tại cảng Paradip và Gopalpur của bang. Bộ trưởng Odisha đã viết thư cho Bộ trưởng Quốc phòng Liên minh tìm kiếm sự hỗ trợ từ các nhân viên quốc phòng, đặc biệt là Không quân và Hải quân, cho các hoạt động cứu hộ và cứu trợ. Chính phủ Odisha đã thu xếp hơn 1.000.560 gói thực phẩm để cứu trợ. Các máy bay trực thăng của Không quân Ấn Độ đã được giữ ở chế độ chờ ở Tây Bengal để chuyển đến giúp đỡ trong thời gian ngắn. Tổng cộng có 1.154.725 người đã được sơ tán sau cơn bão và lũ lụt sau đó ở bang này.
Lượng mưa lớn dẫn đến cái chết của một người phụ nữ ở Bhubaneswar sau khi một cây cao đổ lên người cô. Gió giật mạnh làm đổ cây và dây điện. Nó cũng được báo cáo rằng do gió lớn, bảy người khác đã bị giết ở Odisha. Trong khoảng thời gian 24 giờ kết thúc vào ngày 13 tháng 10, Banki và Balimundali ở Odisha đã nhận được lượng mưa lớn là 381   mm và 305   mm tương ứng.
Khi bão di chuyển vào đất liền, tốc độ gió đã tăng từ 100 km/h (62 mph)     đến 200 km/h (120 mph)     trong vòng 30 phút. Brahmapur, thành phố gần nhất đến điểm đổ bộ bị tàn phá bởi những cơn gió mạnh, với những cây ngã, cột điện bị bật gốc và những bức tường bị vỡ ở nhiều nơi trong thành phố. Tuy nhiên, không có báo cáo về thiệt hại đối với tài sản hoặc tính mạng theo cảnh sát thành phố. Tính đến ngày 18 tháng 10, 44 người đã được báo cáo là đã chết tại Odisha.
Gió lớn và biển phun ra mà bão mang đến hồ Chilika, đầm phá ven biển lớn nhất Ấn Độ và là nơi sinh sống của một số lượng lớn các loài động vật và thực vật đang bị đe dọa, đã tấn công hệ sinh thái có thể mất nhiều năm để phục hồi. Rừng ngập mặn đã bị nhổ hàng cây số. Nước biển đã để lại những vùng đất rộng lớn không phù hợp với cây cối hoặc thực vật hoang dã. Mặc dù cơn bão tránh xa cư dân nổi tiếng nhất của Chilika - cá heo, nhưng có một vài lo ngại.
Thiệt hại trên Odisha lên tới 42,4   tỷ rúp (US $ 688   triệu). Phailin bị thiệt hại trên 500.000 ha đất nông nghiệp trên toàn tiểu bang.

### Jharkhand
Trong ngày 13 tháng 10, mưa lớn từ các dải bên ngoài của Phailin đã quật ngã Jharkhand. Tổng lượng mưa là 74,6 mm (2,94 in)     đã được ghi nhận tại Ranchi, trong khi Jamshedpur ghi 52,4 mm (2,06 in)     và Bokaro ghi 58,4 mm (2,30 in).
Theo một cảnh sát, không có một cuộc tấn công chớp nhoáng nào vào làng Simdradhao ở quận Giridih, trong đó có một người thiệt mạng. Phòng quản lý thiên tai và chính quyền huyện đã theo dõi tình hình.
Ít nhất 400 túp lều đã bị phá hủy sau những trận mưa lớn kèm theo những cơn gió ở quận Pakur của Jharkhand. Bị kích thích bởi những cơn mưa lớn, một vài cây cột của cây cầu sông Irga đã bị hư hại ở quận Giridih.

### Các bang khác của Ấn Độ
Các khu vực của Tây Bengal, Chhattisgarh, Bihar và các vùng phía đông của Uttar Pradesh có khả năng gặp mưa lớn và gió mạnh. Có nguy cơ cây đổ và làm gián đoạn cột điện hoặc cột điện. Tuy nhiên, ảnh hưởng ở đây sẽ không nghiêm trọng như ở Odisha và Andhra Pradesh.
Một Bingo của Merchant Ship đã bị sợ chìm trong vùng biển gồ ghề ngoài khơi bờ biển Tây Bengal do bão Phailin. Phi hành đoàn gồm 20 người được Cảnh sát biển phát hiện trên xuồng cứu sinh và được giải cứu.

### Nepal

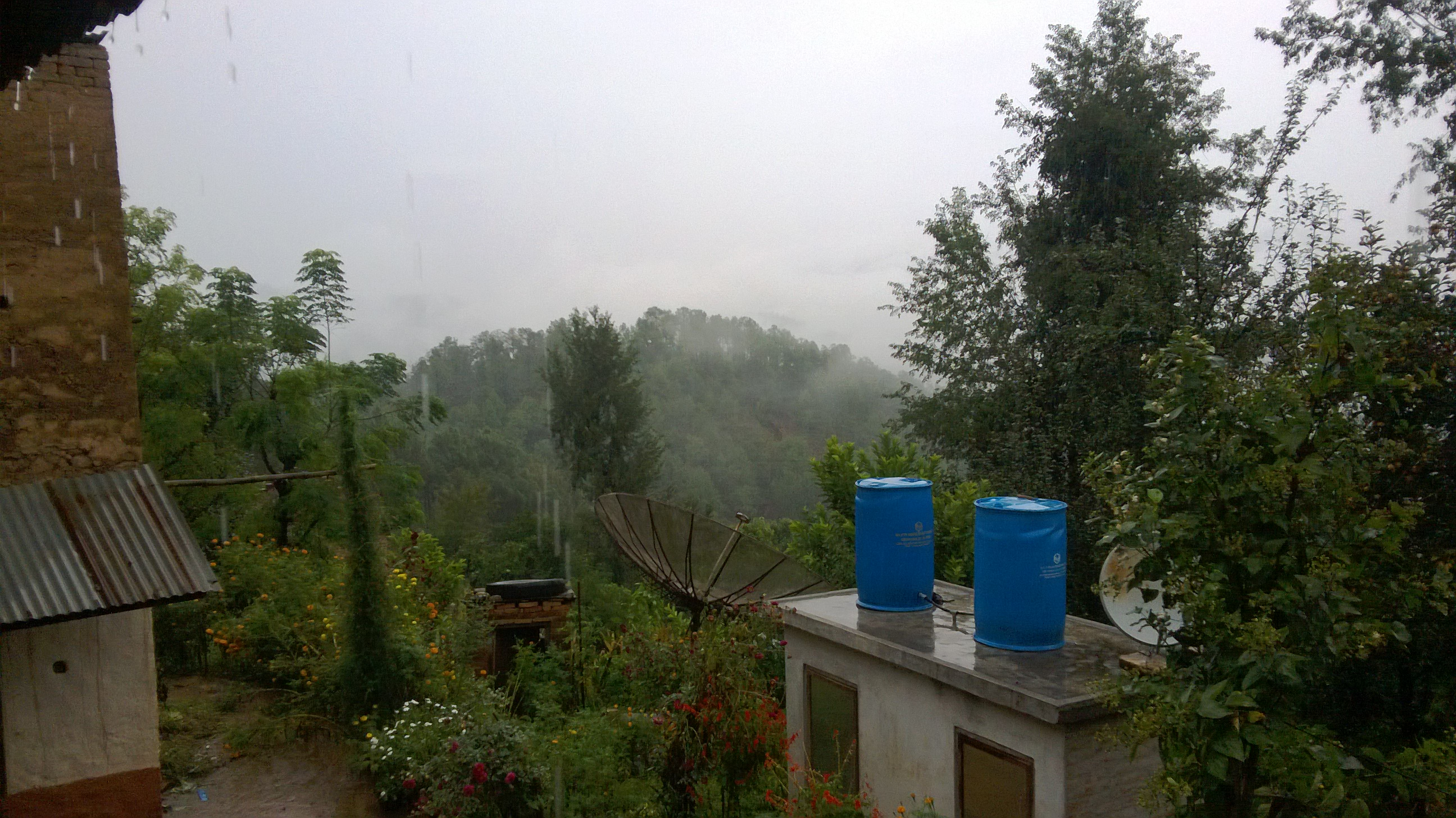
Mưa tháng 10 do bão Phailin ở thung lũng Panchkhal

Khu vực phía đông của Nepal đã trải qua mưa và gió lớn trong khi nó nhẹ hơn ở miền trung và phía tây của đất nước. Lượng mưa bắt đầu ở khu vực phía đông và trung tây kể từ sáng sớm ngày 13 tháng 10 và bắt đầu ở khu vực trung tâm vào buổi chiều. Tác động của lốc xoáy tiếp tục cho đến ngày 15 tháng 10. Lễ hội lớn của Nepal Dashain bị ảnh hưởng bởi cơn mưa tháng 10. Nó gây ra lũ lụt ở sông Kosi và Gandaki ở Nepal.